# Slow Down (bài hát)
"Slow Down" là một bài hát của nữ ca sĩ Selena Gomez, từ album phòng thu đầu tay của cô ấy, Stars Dance (2013). Bài hát được phát hành ngày 13 tháng 8 năm 2013 dưới dạng đĩa đơn thứ hai và cuối cùng từ album Stars Dance.

## Giải thưởng và đề cử
| Năm  | Giải thưởng           | Đề mục            | Dành cho  | Kết quả   |
| ---- | --------------------- | ----------------- | --------- | --------- |
| 2013 | PopCrush Awards       | Best Summer Song  | Slow Down | Đề cử     |
| 2013 | World Music Awards    | Best Song         | Slow Down | Đề cử     |
| 2013 | World Music Awards    | Best Video        | Slow Down | Đề cử     |
| 2013 | J-14 Teen Icon Awards | Icon Music Video  | Slow Down | Đề cử     |
| 2014 | Vevo Certified Awards | 100.000.000 Views | Slow Down | Đoạt giải |

## Xếp hạng
| Bảng xếp hạng (2013)                       | Vị trí cao nhất |
| ------------------------------------------ | --------------- |
| Australia (ARIA)                           | 93              |
| Áo (Ö3 Austria Top 40)                     | 71              |
| Bỉ (Ultratip Flanders)                     | 2               |
| Bỉ (Ultratop 50 Wallonia)                  | 40              |
| Canada (Canadian Hot 100)                  | 29              |
| Cộng hòa Séc (Rádio Top 100)               | 12              |
| Pháp (SNEP)                                | 31              |
| Greece Digital Songs (Billboard)           | 8               |
| Ireland (IRMA)                             | 98              |
| Mexican Anglo Chart (Monitor Latino)       | 16              |
| South Korea (GIC)                          | 15              |
| UK Singles (Official Charts Company)       | 106             |
| Hoa Kỳ Billboard Hot 100                   | 27              |
| Hoa Kỳ Adult Pop Airplay (Billboard)       | 26              |
| Hoa Kỳ Dance Club Songs (Billboard)        | 1               |
| Hoa Kỳ Latin Pop Songs (Billboard)         | 39              |
| Hoa Kỳ Pop Airplay (Billboard)             | 7               |
| Hoa Kỳ Rhythmic (Billboard)                | 33              |
| Venezuela Pop Rock General (Record Report) | 1               |

| Bảng xếp hạng (2013)    | Vị trí cao nhất |
| ----------------------- | --------------- |
| US Hot Dance Club Songs | 48              |

## Chứng nhận
| Quốc gia                                  | Chứng nhận | Số đơn vị/doanh số chứng nhận |
| ----------------------------------------- | ---------- | ----------------------------- |
| México (AMPROFON)                         | Vàng       | 30,000*                       |
| Hoa Kỳ (RIAA)                             | Bạch kim   | 1,000,000                     |
| ^ Chứng nhận dựa theo doanh số nhập hàng. |            |                               |